# Semecarpus atra
Semecarpus atra là một loài thực vật có hoa trong họ Đào lộn hột. Loài này được (G. Forst.) Vieill. miêu tả khoa học đầu tiên năm 1862.